# Merostachys
Merostachys là một chi thực vật có hoa trong họ Hòa thảo (Poaceae).

## Loài
Chi Merostachys gồm các loài: